# Žale, Kamnik
Žale so predel Kamnika, ki se nahaja na vrhu Žalskega hriba. 
Tu se nahajajo: cerkev Marijine in Jožefove zaroke, grobišče prvih padlih borcev, Kalvarija, Skeletno grobišče, Spomenik Francetu Balantiču, ki so vsi zavarovani kot kulturni spomeniki, poleg njih pa tudi nagrobniki na pokopališču Žale.